# اس‌اس یوکوپکا
اس‌اس یوکوپکا (به انگلیسی: SS Ukkopekka) یک کشتی است که طول آن 35 m می‌باشد. این کشتی در سال ۱۹۳۸ ساخته شد.